# Acatepec, Ometepec
Acatepec är en ort i Mexiko.   Den ligger i kommunen Ometepec och delstaten Guerrero, i den sydöstra delen av landet, 300 km söder om huvudstaden Mexico City. Acatepec ligger 628 meter över havet och antalet invånare är 3 296.
Terrängen runt Acatepec är huvudsakligen kuperad. Acatepec ligger uppe på en höjd. Runt Acatepec är det ganska tätbefolkat, med 129 invånare per kvadratkilometer. Närmaste större samhälle är Ometepec, 5,7 km söder om Acatepec. Omgivningarna runt Acatepec är en mosaik av jordbruksmark och naturlig växtlighet.